# Inden (Svizzera)
Inden (toponimo tedesco) è un comune svizzero di 110 abitanti del Canton Vallese, nel distretto di Leuk.

## Monumenti e luoghi d'interesse

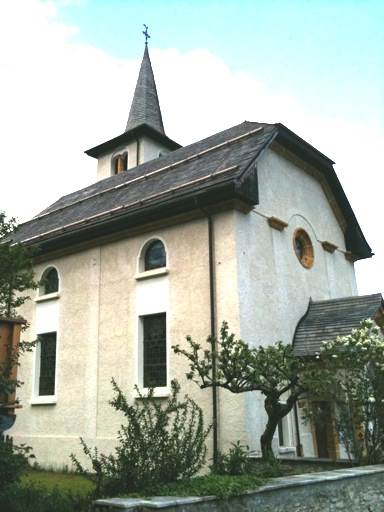
La chiesa di Santa Maria del Buon Consiglio

- Chiesa parrocchiale cattolica di Santa Maria del Buon Consiglio, eretta nel 1767[1].

## Società

### Evoluzione demografica
L'evoluzione demografica è riportata nella seguente tabella:
Abitanti censiti

## Amministrazione
Ogni famiglia originaria del luogo fa parte del cosiddetto comune patriziale e ha la responsabilità della manutenzione di ogni bene ricadente all'interno dei confini del comune.